# Giovanni Ponti

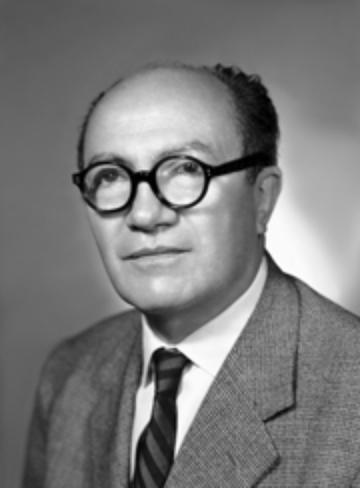
Giovanni Ponti im Jahr 1953

Giovanni Ponti (* 19. Januar 1896 in Venedig; † 28. Dezember 1961 in Padua) war ein italienischer Widerstandskämpfer, Lehrer, Hochschullehrer an der Universität Zagreb, erster Tourismusminister und von 1945 bis 1946 Bürgermeister Venedigs. 1951 wurde er erneut gewählt, musste aber aus Gesundheitsgründen verzichten. 1960 saß er im Europäischen Parlament. Daneben war er rund zwölf Jahre Präsident der Biennale.

## Leben

### Jugend
Ponti wuchs in einer katholischen Familie auf, daher lernte er in der Armenschule der Brüder Cavanis, dann bei den Salesianern in Mogliano Veneto, schließlich im Seminar des Patriarchen von Venedig. Er schrieb sich in Padua ein, musste sein Studium jedoch unterbrechen, da er im Ersten Weltkrieg im Friaul als Soldat eingesetzt wurde.

### Politische Karriere, Widerstand
Ponti trat 1919 dem Partito Popolare Italiano bei. Von 1920 bis 1923 war er Stadtrat und Assessor in der Giunta Giordano, der letzten frei gewählten vor der Machtergreifung der Faschisten. Er schloss daneben sein Studium ab. 1923 bis 1925 war er Sekretär des Partito Popolare veneziano. 
Mit der Machtergreifung der Faschisten verlor er jede Möglichkeit politischer Betätigung und arbeitete in der Diözese. 1931 verdrängten ihn die Faschisten auch dort, doch konnte er als Lehrer am Liceo Foscarini arbeiten. Neben Zeitungsartikeln im Gazzettino, Tempo und im Popolo del Veneto verfasste er Studien zu Benedetto Marcello, Niccolò Manucci und Paolo Sarpi. 1939–1940 lehrte er Italienisch an der Universität Zagreb, da er sich mit der serbischen und kroatischen Sprache und Kultur auseinandergesetzt hatte.
Ab 1943 war er im Widerstand, der Resistenza tätig. Dabei war er Mitglied des Comitato di Liberazione Nazionale (CLN) und einer der Gründer der Democrazia Cristiana. In Padua wurde er im Januar 1945 verhaftet und gefoltert. Nach der Verurteilung zum Tode gelang seine Freilassung durch Gefangenenaustausch am 27. April 1945. In der Nacht vom 27. auf den 28. April 1945 besetzten Partisanen öffentliche Gebäude in Venedig, darunter den Bahnhof. Auf der Piazzale Roma unweit des Bahnhofs im Westen der Altstadt kam es zu Kämpfen. Die Aufständischen zogen zur Platzkommandantur auf dem Markusplatz, doch der befehlshabende Kommandant drohte damit, den Hafen und die Versorgungsleitungen für Gas, Wasser und Strom zu zerstören, wenn seine Truppen nicht abziehen könnten. Am Nachmittag vereinbarte man nach schwierigen Verhandlungen den freien Abzug am Abend.

### Bürgermeister, Abgeordneter, Minister
Nach dem Zweiten Weltkrieg wurde Giovanni Ponti vom CLN zum Bürgermeister (sindaco) von Venedig ernannt, ein Amt, das er bis zu den ersten freien Wahlen im Jahr 1946 innehatte. Sein Vizebürgermeister und Nachfolger war Giobatta Gianquinto. Sein Sekretär Giorgio Longo wurde 1970 selbst Bürgermeister.

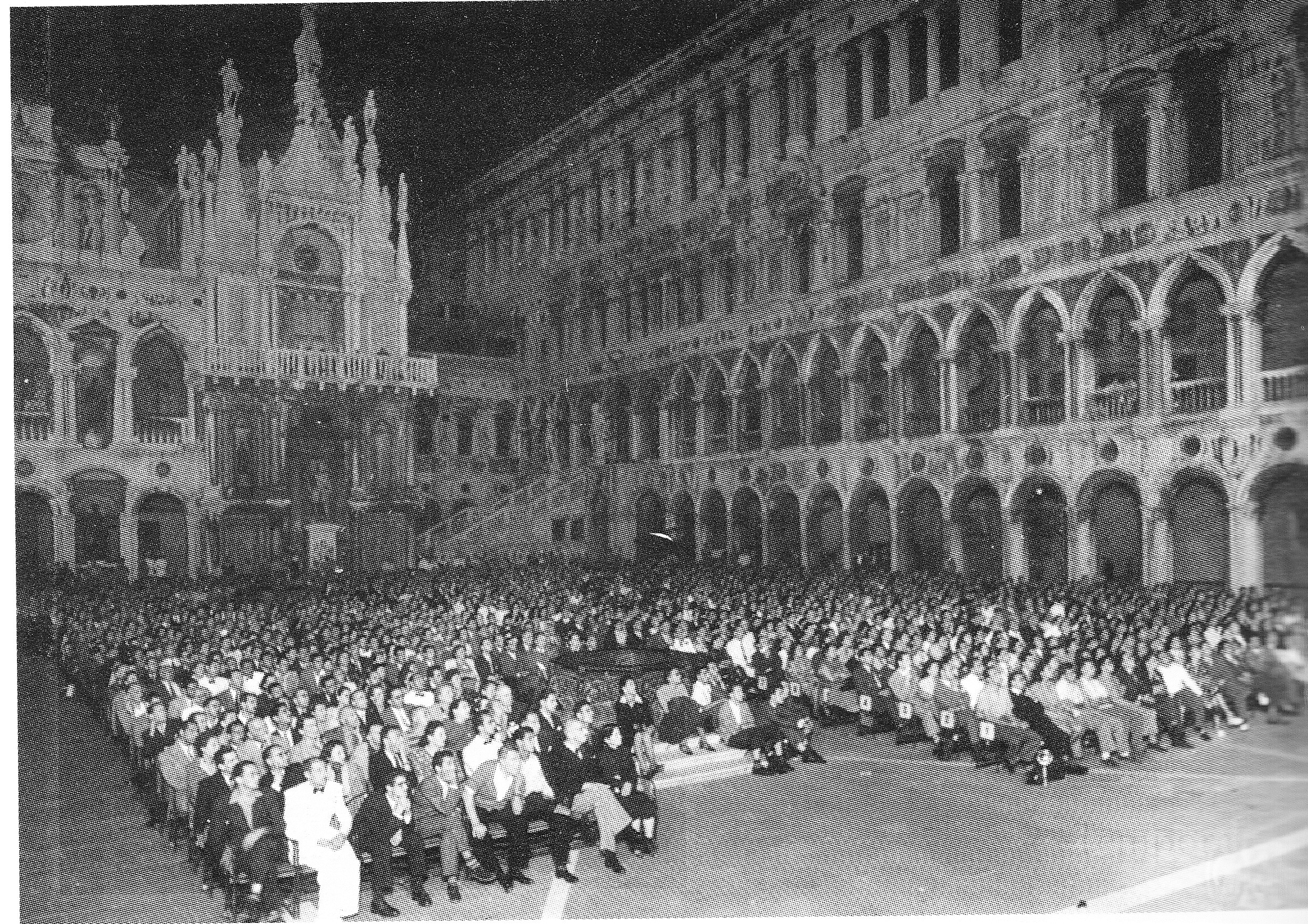
Vorführung im Rahmen des Filmfestivals im Hof des Dogenpalastes, August oder September 1947

Am 2. Juni 1946 wurde er Abgeordneter für die Democrazia Cristiana mit 37.813 Stimmen, 1953 Senatore, dann Minister für Tourismus, Sport und Spettacolo, womit er sich vor allem mit Großveranstaltungen beschäftigte. Mit 13.640 Stimmen wurde er am 24. März 1946 zum Bürgermeister gewählt. 
In dieser Zeit brachen die Differenzen innerhalb des Widerstands wieder auf und Ponti war dezidierter Antikommunist. 1948 wurde er als Abgeordneter für Venezia-Treviso mit 24.608 Stimmen bestätigt. Von 1946 bis 1954 und von 1957 bis 1960 war er Präsident der Biennale di Venezia. Daneben war er von 1947 bis 1955 Procuratore di San Marco. 1953 wurde er mit 58.552 Stimmen in den Senat gewählt.
Am 11. Juni 1951 wurde Ponti erneut zum Bürgermeister gewählt, doch lehnte er die Wahl aus Gesundheitsgründen ab. Vom 10. Februar 1954 bis zum 6. Juli 1955 wurde er der erste Minister für Tourismus der Republik. 1960 wurde er ins europäische Parlament gewählt. 
Er starb in Padua, als er sich einem chirurgischen Eingriff unterziehen wollte.

## Werke
- La poesia religiosa di Benedetto Marcello, in: Ateneo Veneto 1936, S. 146–152.
- Niccolò Mannucci veneziano e la storia del Mogol. Aspetti della vita indiana nel volume inedito delle figure, in: Annuario scolastico 1927-1928 del R. Liceo Giannasio Marco Foscarini, S. 27–34.
- Paolo Sarpi: 1552-1623, Paravia, Turin 1938.
- Giovanni da Pian del Carpine alla scoperta della Mongolia, Paravia, Turin 1946.
- mit Giovanni Gambarin: Nuovi temi di versione in latino proposti agli alunni delle scuole medie superiori. Con appendice dei temi assegnati agli esami di maturità ed abilitazione del Ministero dell'educazione nazionale, A. Rondinella, Neapel 1941.
- mit Emilio Zanette: Verso la vita. Antologia italiana, Liviana, Padua 1947.

## Weblink
- Giovanni Ponti, Fondazione Gianni Pellicani